# قمة العشرين الاستثنائية لمكافحة جائحة كورونا 2020
قمة مجموعة العشرين الاستثنائية الافتراضية، هي قمة استثنائية على مستوى القادة دعت إليها المملكة العربية السعودية، وعقدت عن بعد برئاسة الملك سلمان بن عبد العزيز في 26 مارس 2020، وذلك لمناقشة تنسيق الجهود العالمية لمكافحة جائحة كورونا والحد من تأثيرها الإنساني والاقتصادي.

## خلفية
أعلنت رئاسة المملكة العربية السعودية لمجموعة العشرين عقد قمة القادة الاستثنائية الافتراضية برئاسة الملك سلمان بن عبد العزيز في 26 مارس 2020، وقد دعت السعودية إلى عقد هذه القمة لبحث سبل توحيد الجهود لمواجهة انتشار وباء كورونا والآثار الإنسانية والاقتصادية والاجتماعية التي تسبب بها على مستوى العالم.

## القادة المشاركون

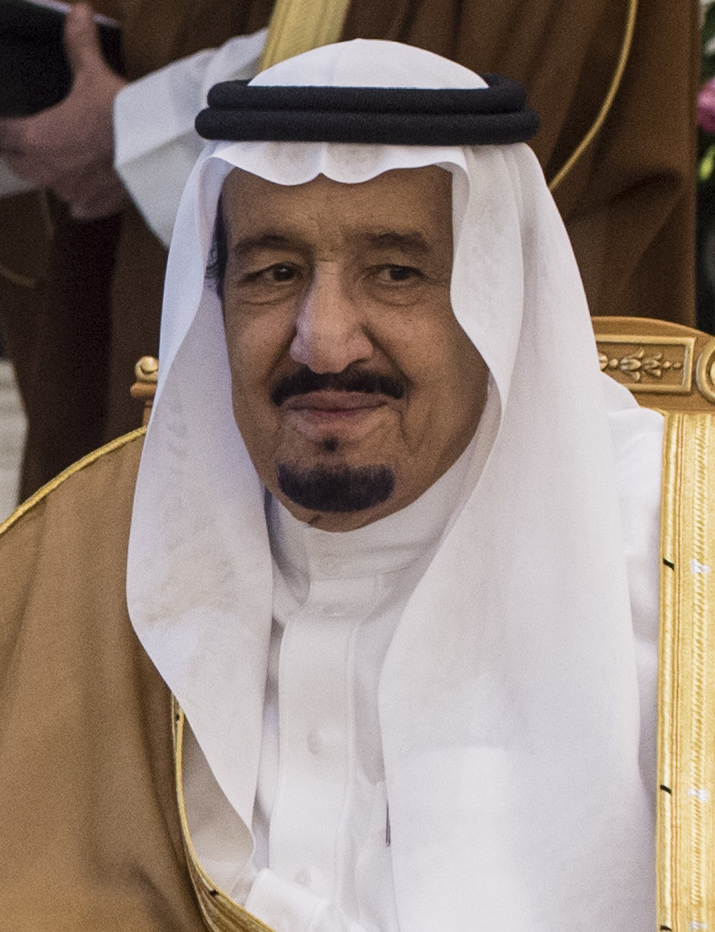
السعودية سلمان بن عبد العزيز آل سعود، ملك (مضيف)
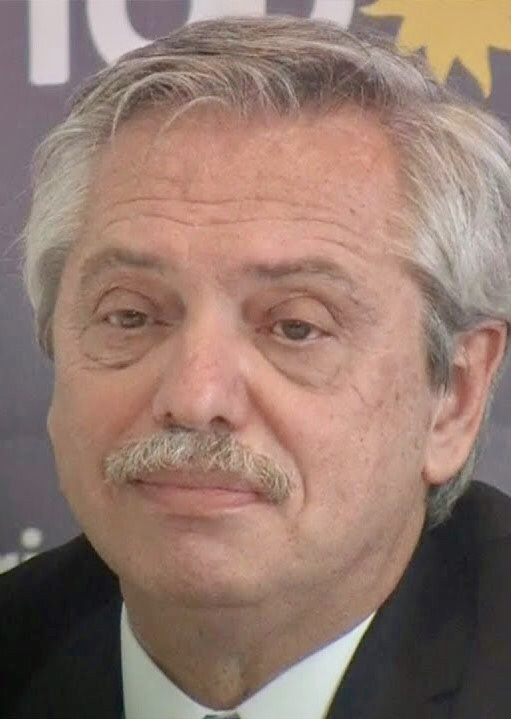
الأرجنتين ألبرتو فرنانديز، رئيس
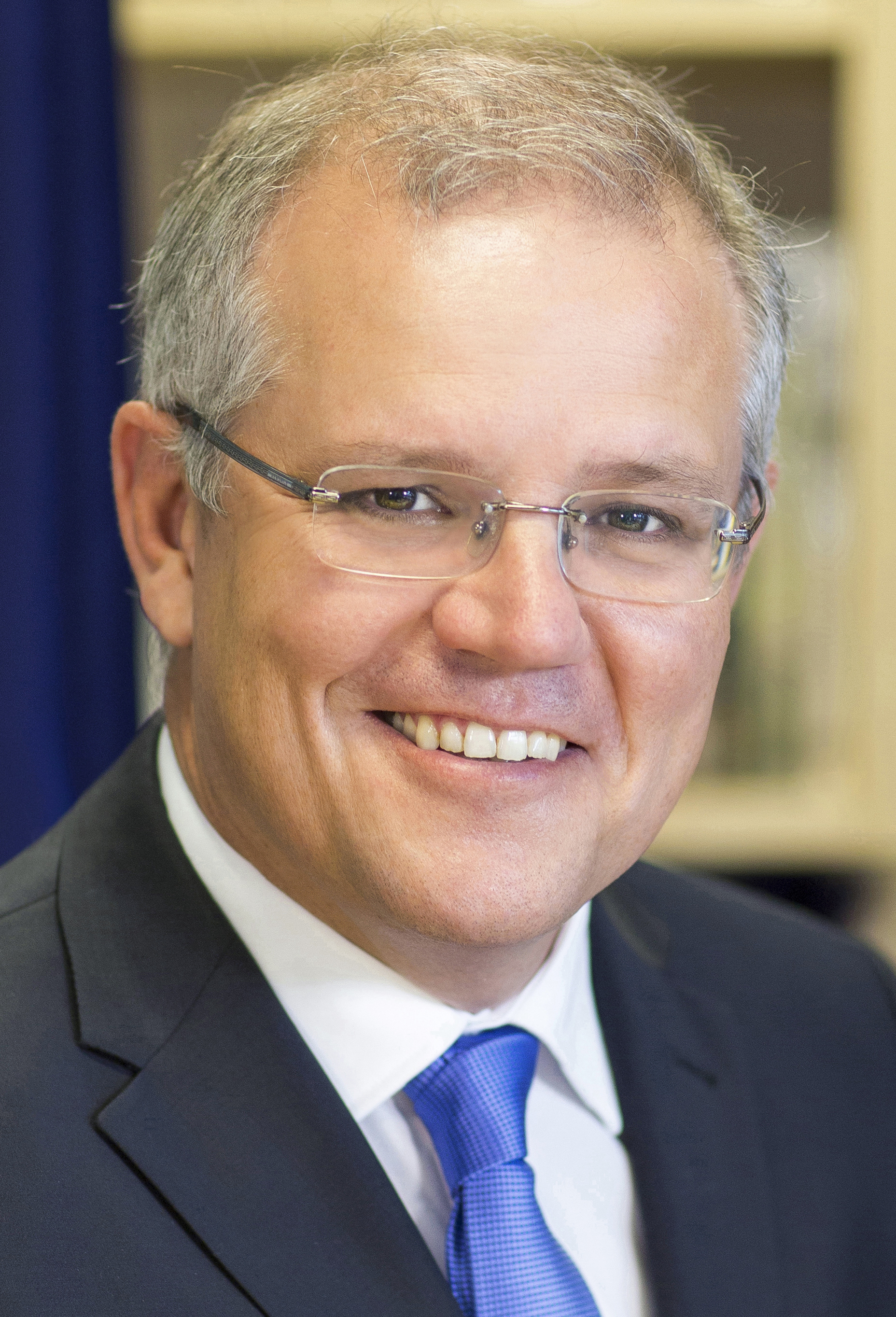
أستراليا سكوت موريسون، رئيس وزراء
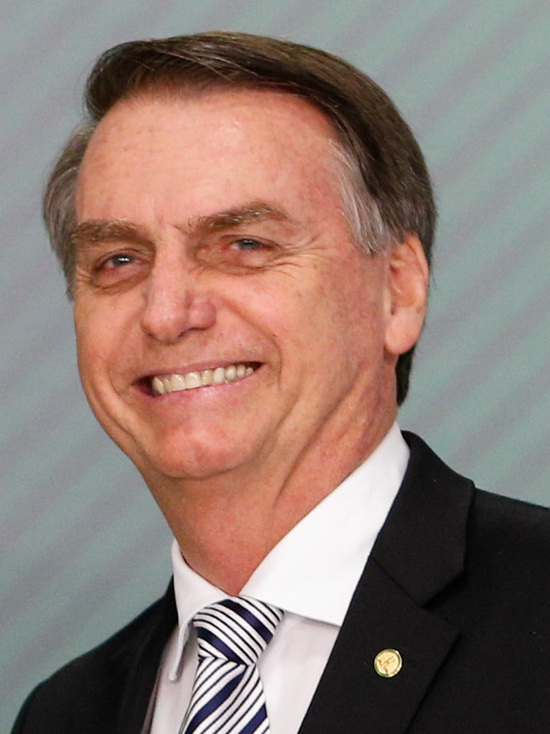
البرازيل جايير بولسونارو، رئيس
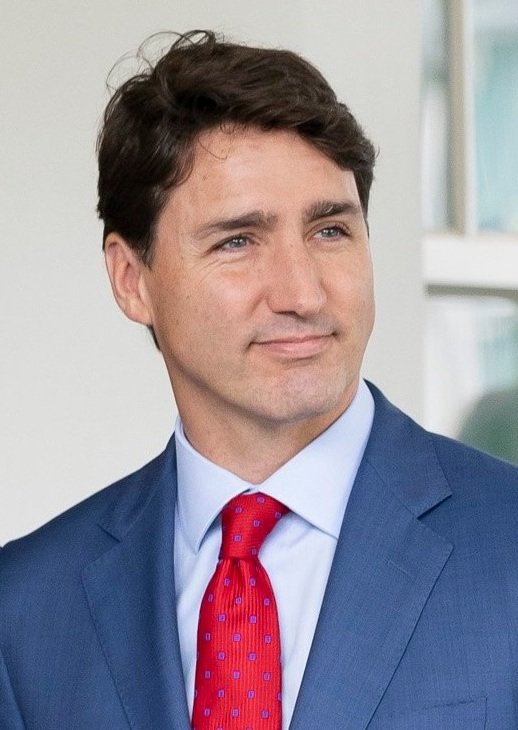
كندا جاستن ترودو، رئيس وزراء
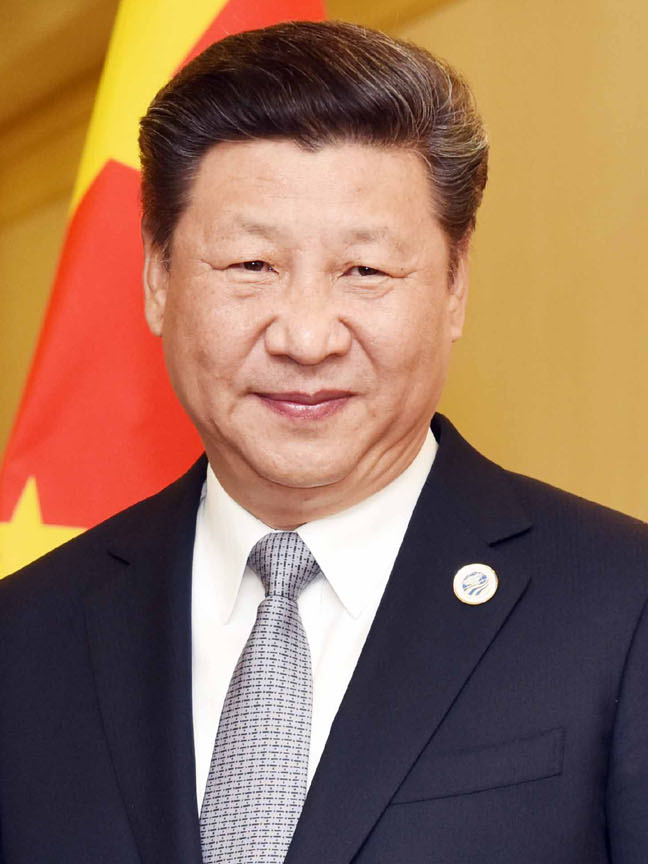
الصين شي جين بينغ، رئيس
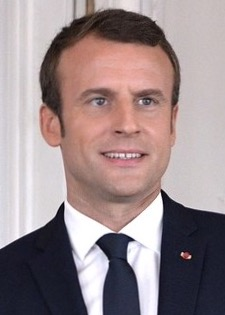
فرنسا إيمانويل ماكرون، رئيس
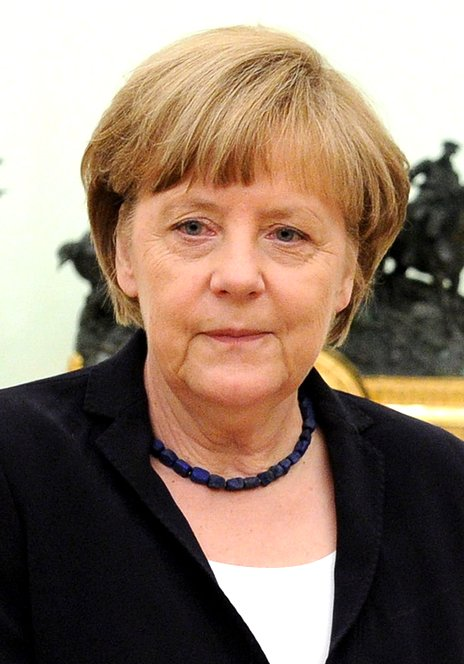
ألمانيا أنغيلا ميركل، مستشارة
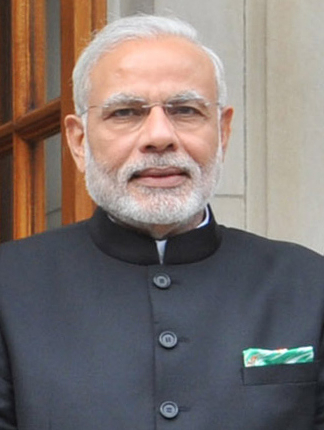
الهند ناريندرا مودي، رئيس وزراء
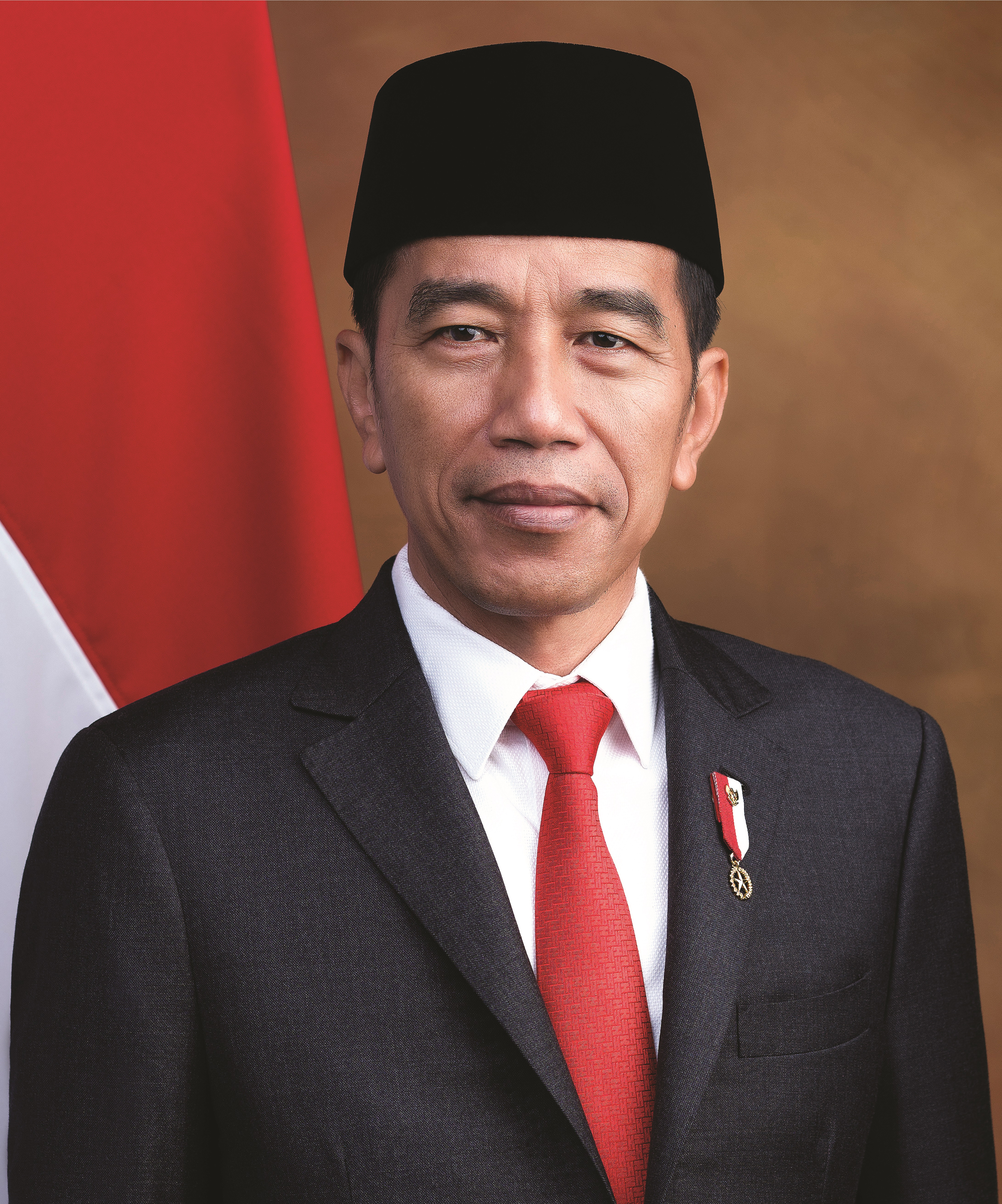
إندونيسيا جوكو ويدودو، رئيس
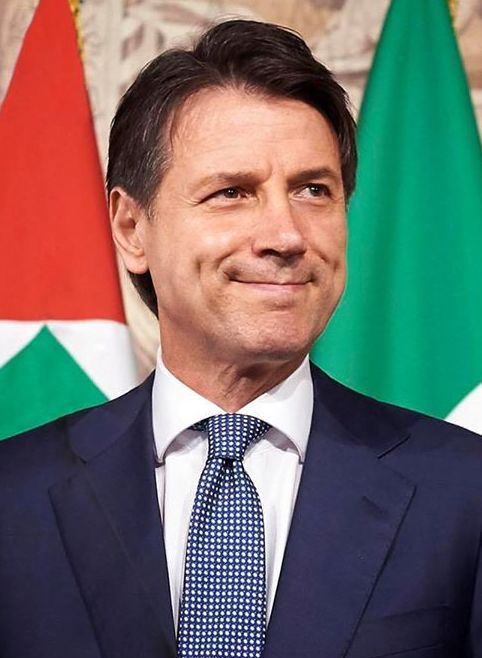
إيطاليا جوزيبي كونتي، رئيس وزراء
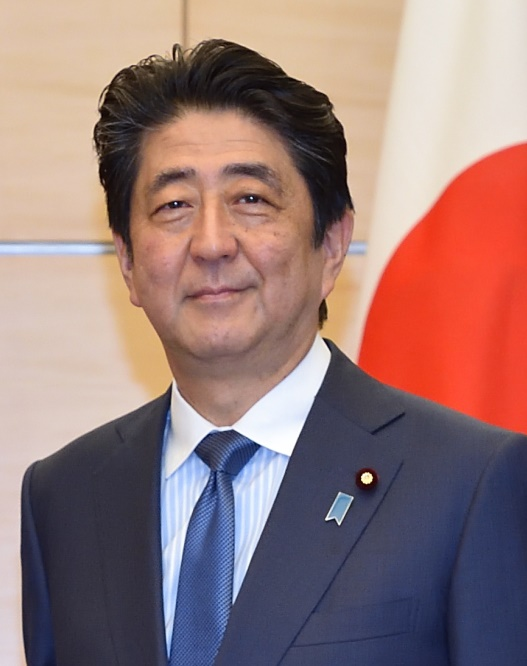
اليابان شينزو آبي، رئيس وزراء
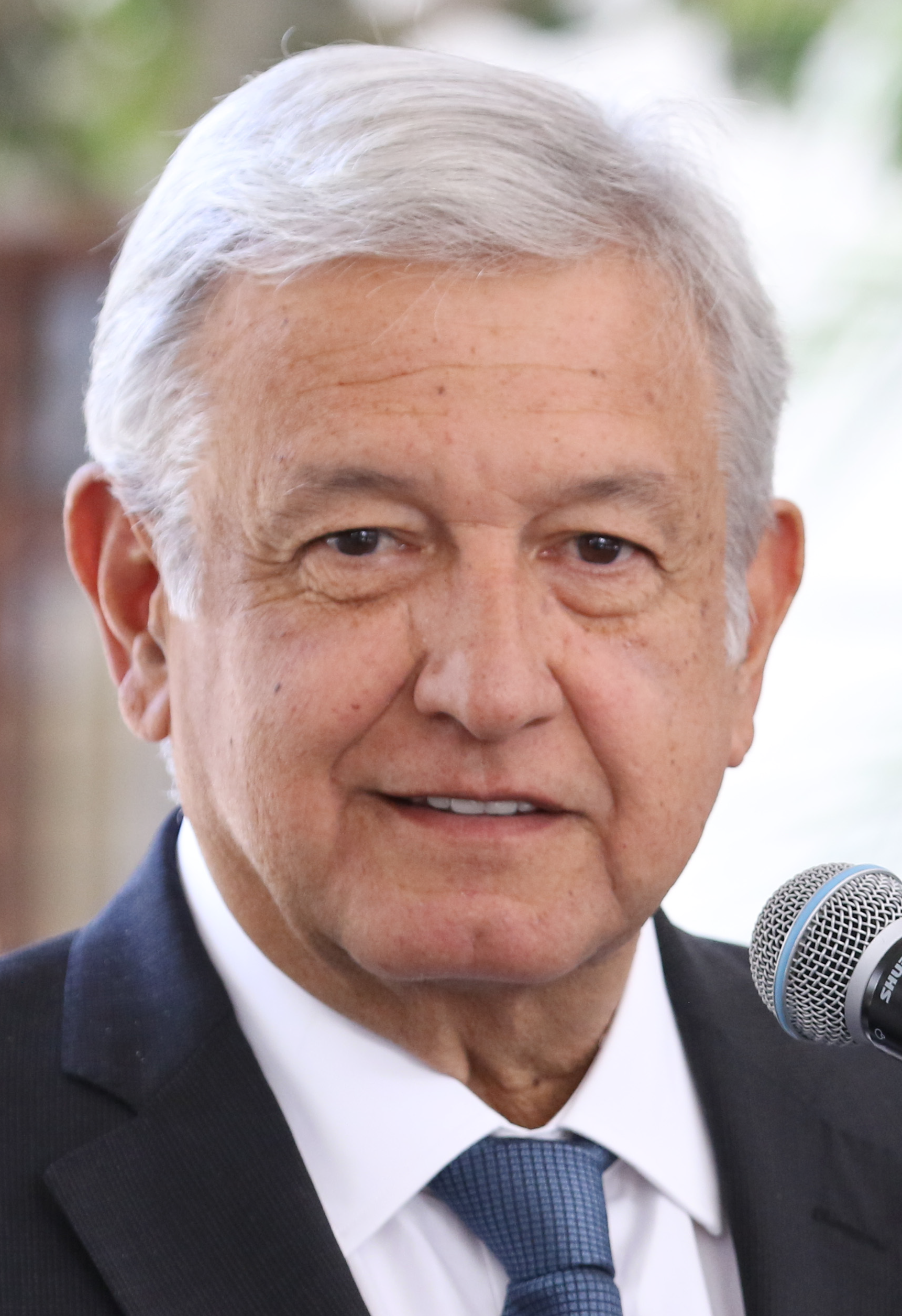
المكسيك أندريس مانويل لوبيس أوبرادور، رئيس
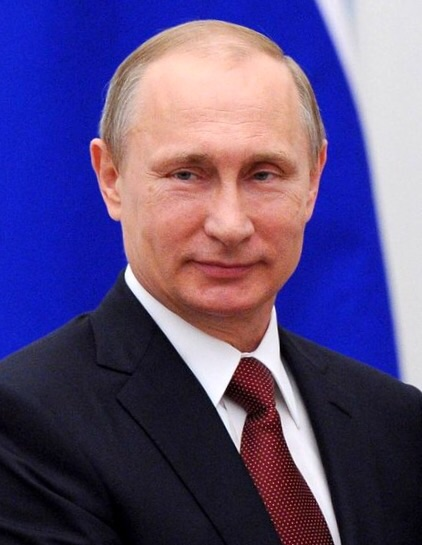
روسيا فلاديمير بوتين، رئيس
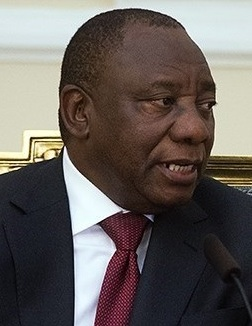
جنوب إفريقيا سيريل راموفوزا، رئيس
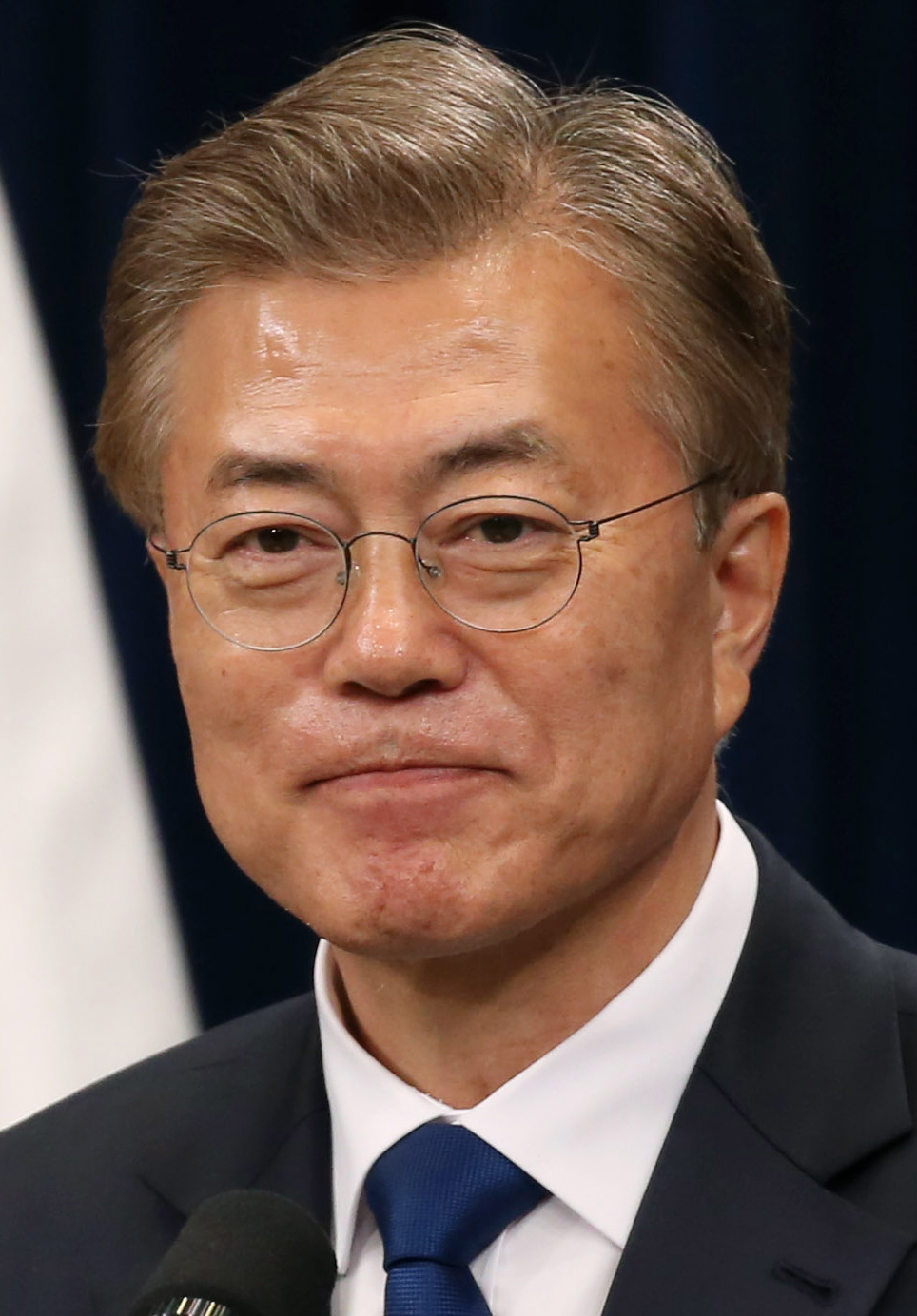
كوريا الجنوبية مون جاي إن، رئيس
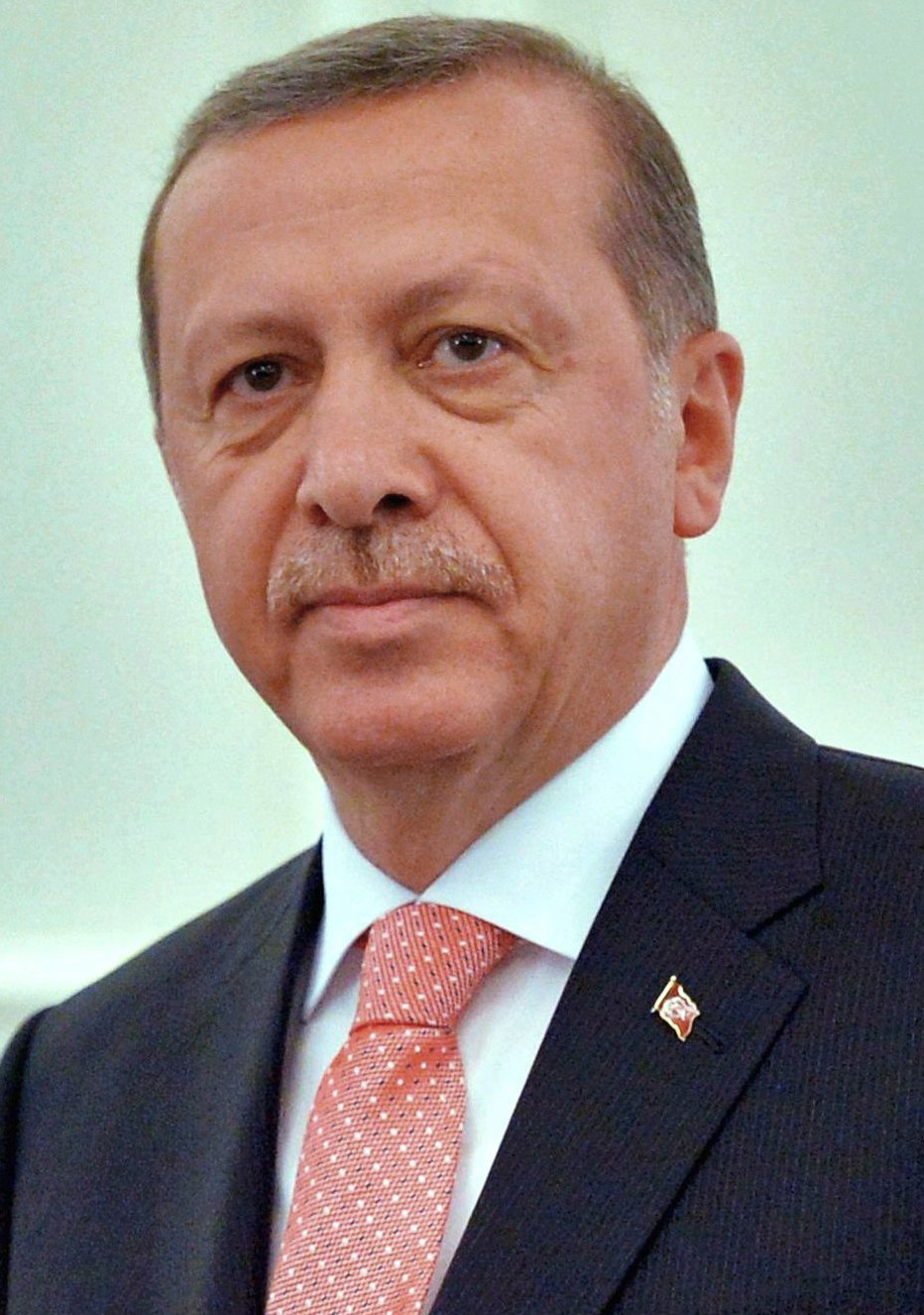
تركيا رجب طيب أردوغان، رئيس
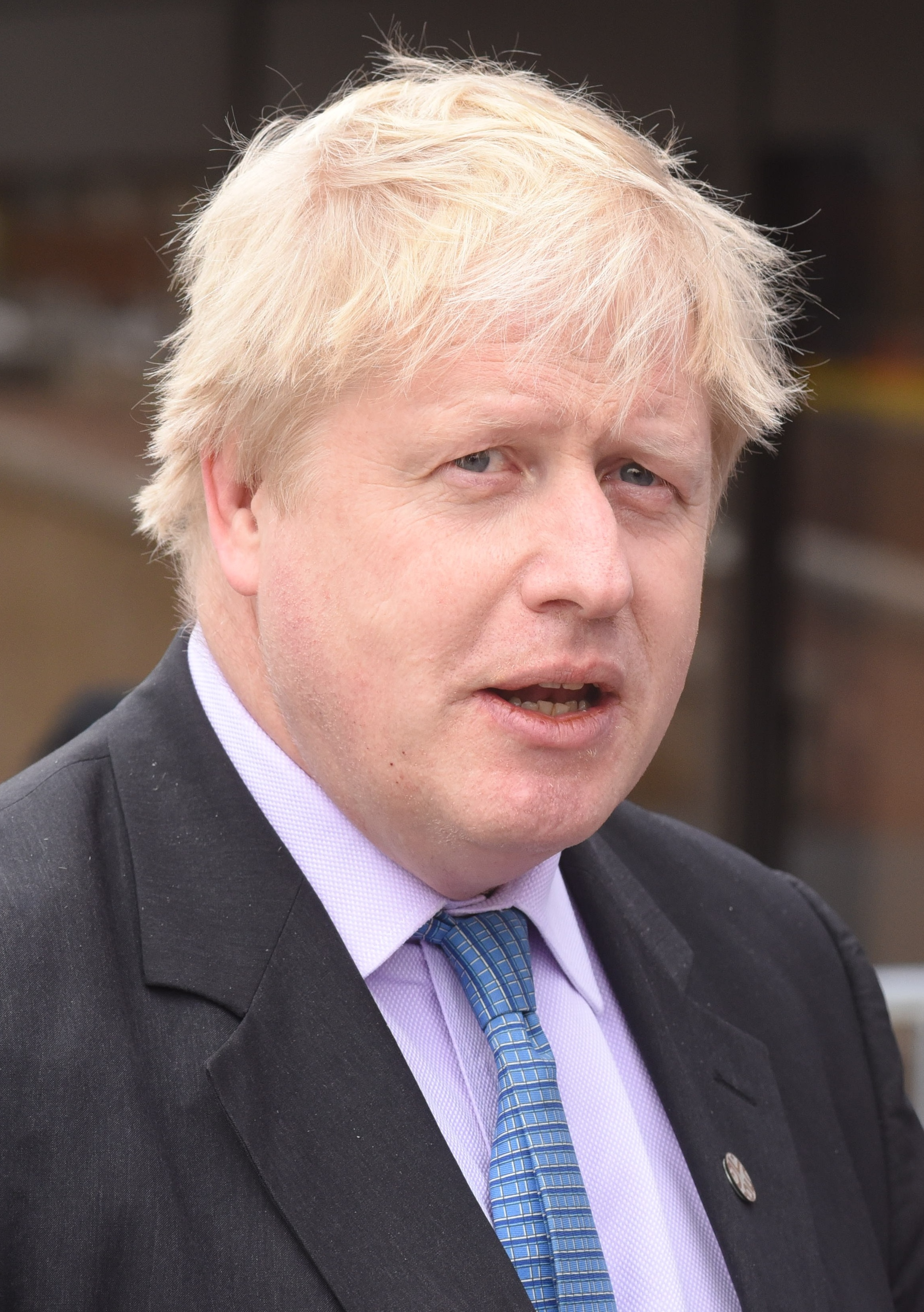
المملكة المتحدة بوريس جونسون، رئيس وزراء
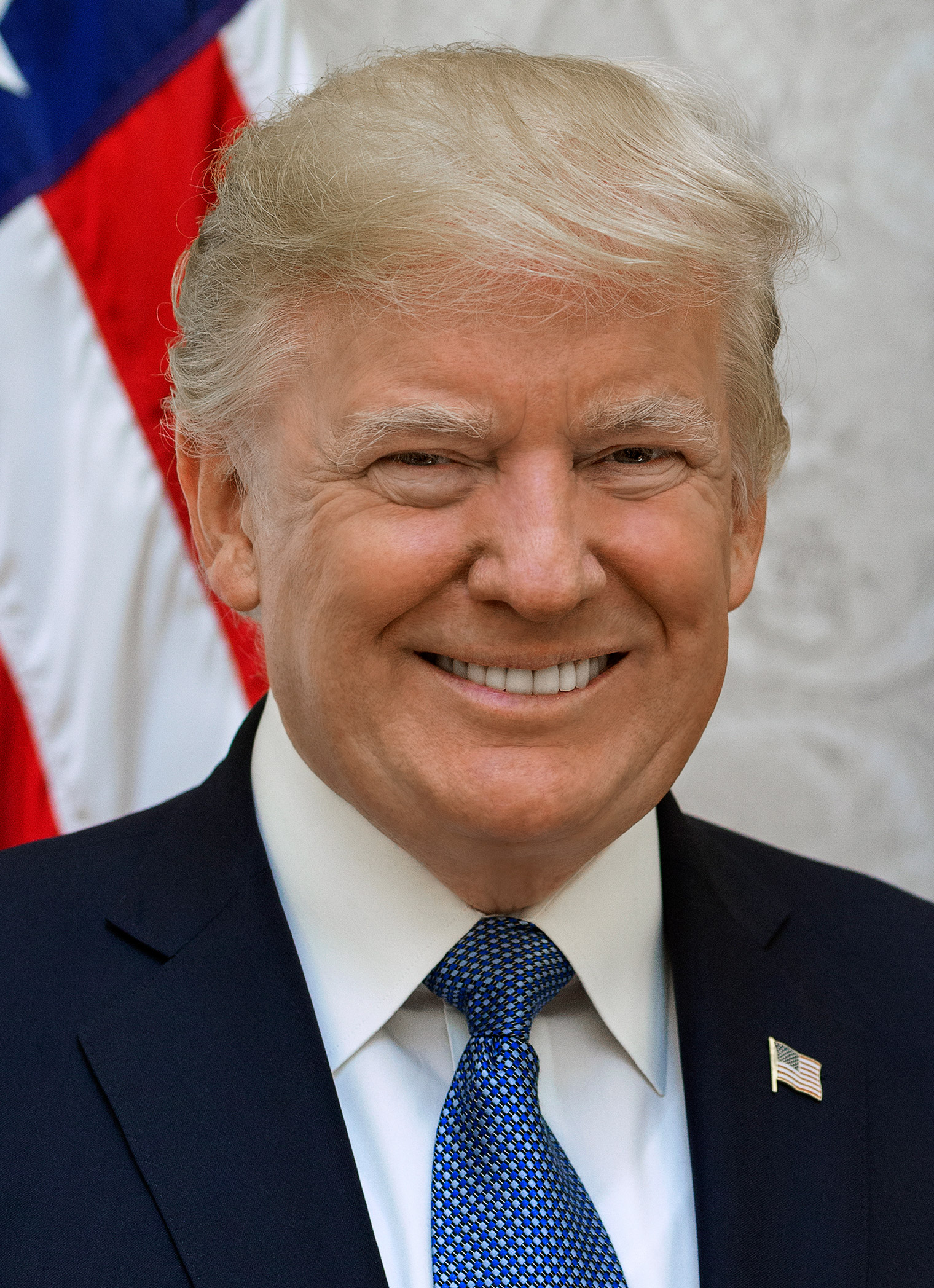
الولايات المتحدة دونالد ترامب، رئيس
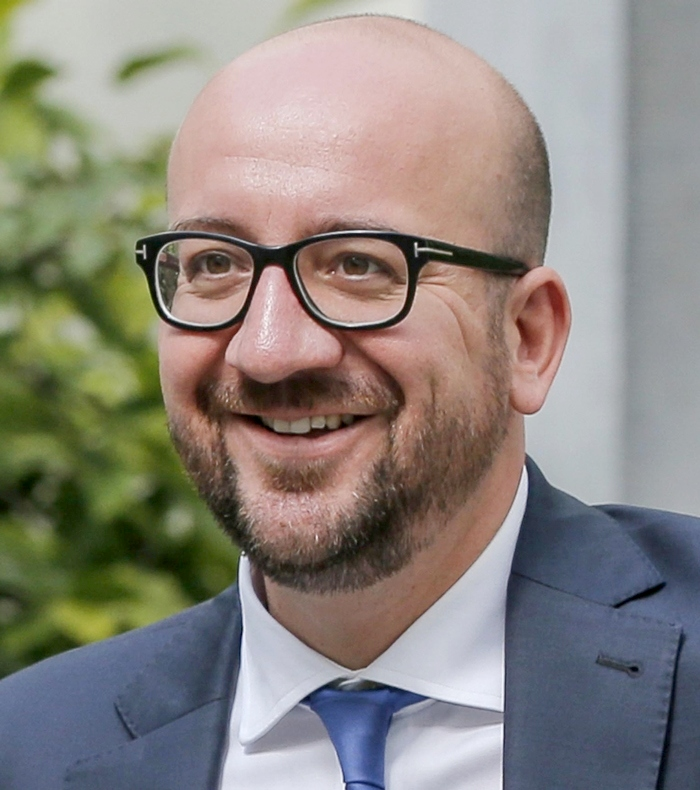
الاتحاد الأوروبي شارل ميشيل، رئيس المجلس الأوروبي
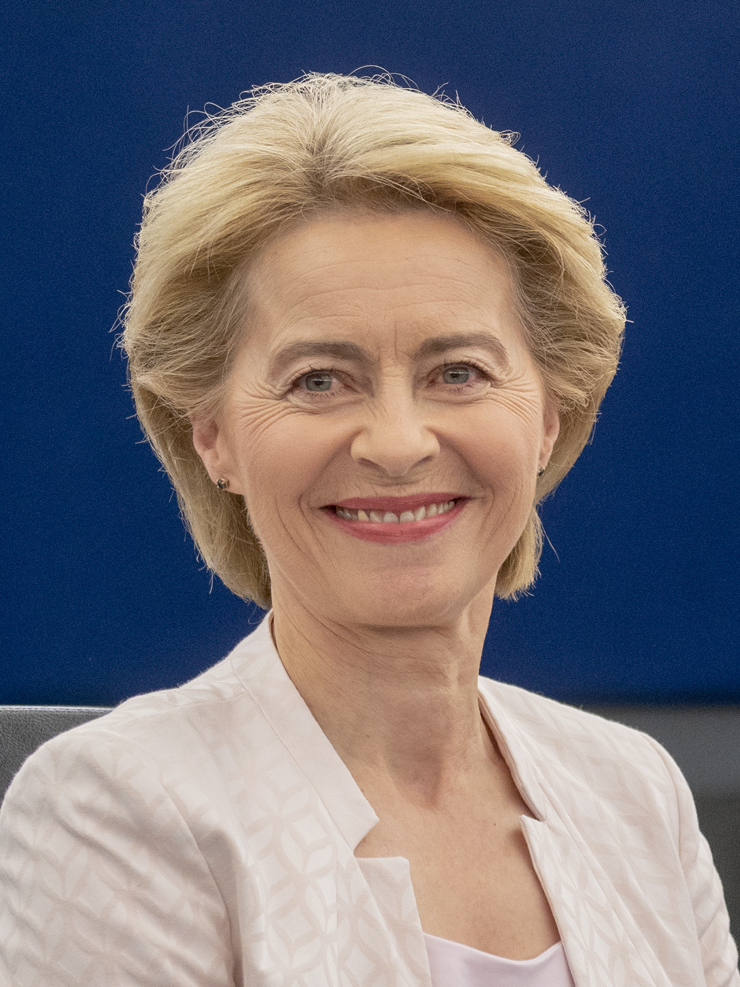
الاتحاد الأوروبي أورسولا فون دير لاين، رئيس المفوضية الأوروبية

### ضيوف مدعوون

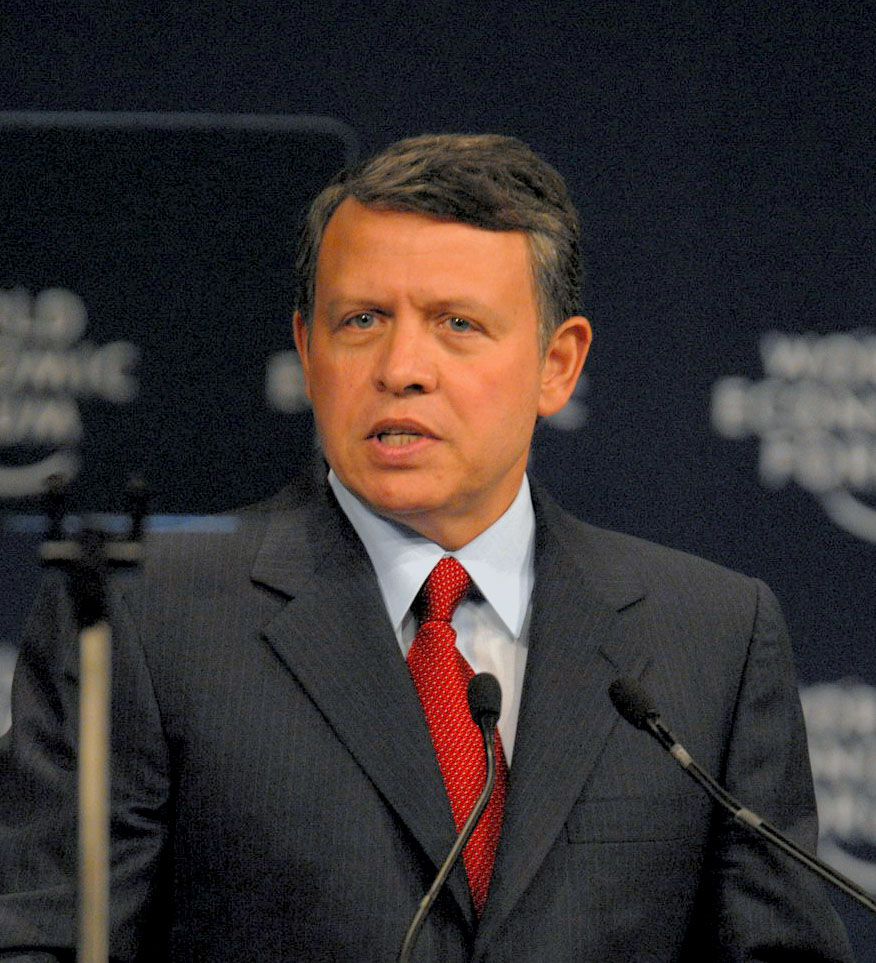
الأردن عبد الله الثاني بن الحسين، ملك، ضيف مدعو
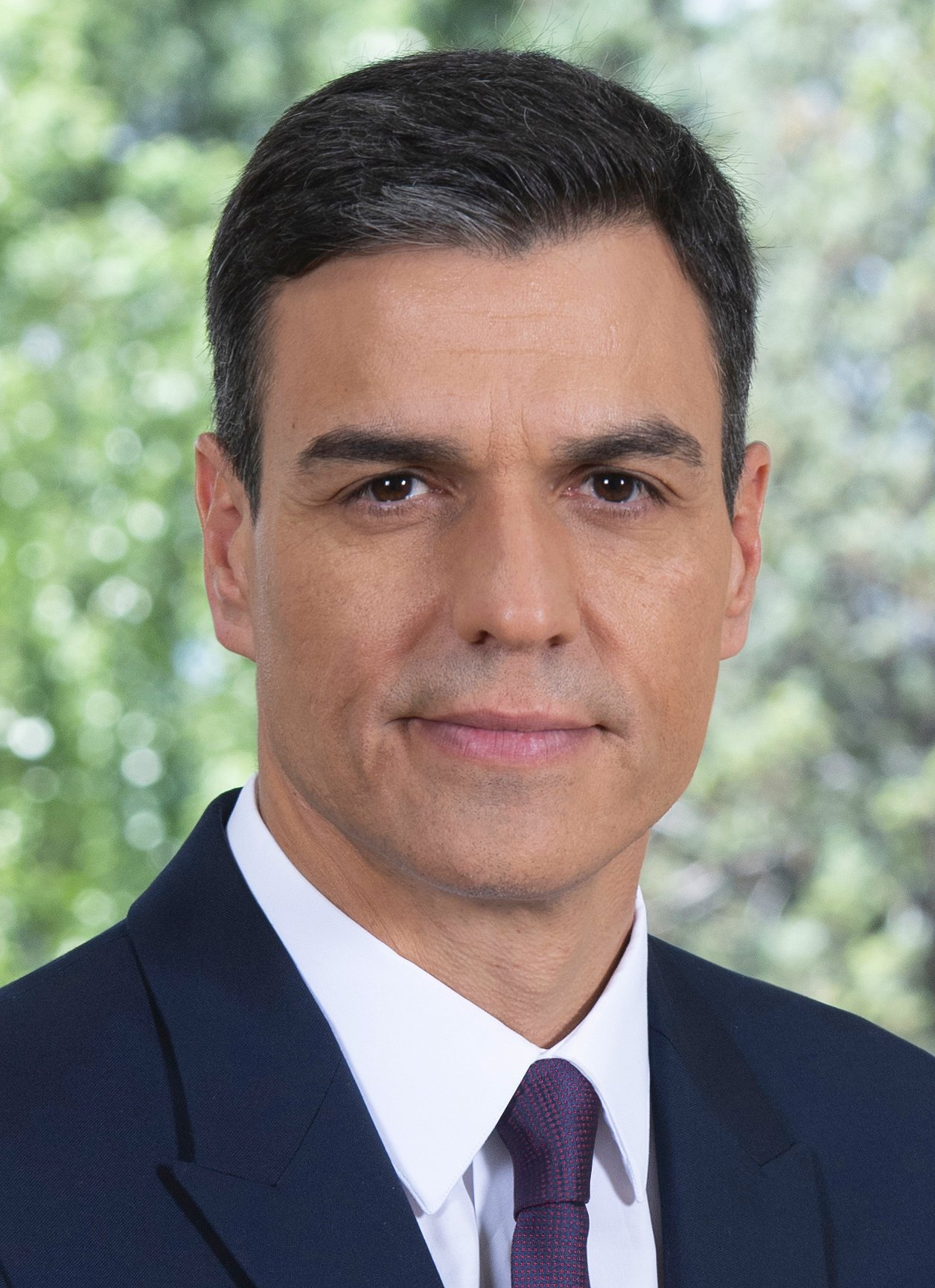
إسبانيا بيدرو سانشيز، رئيس وزراء إسبانيا ضيف مدعو دائم
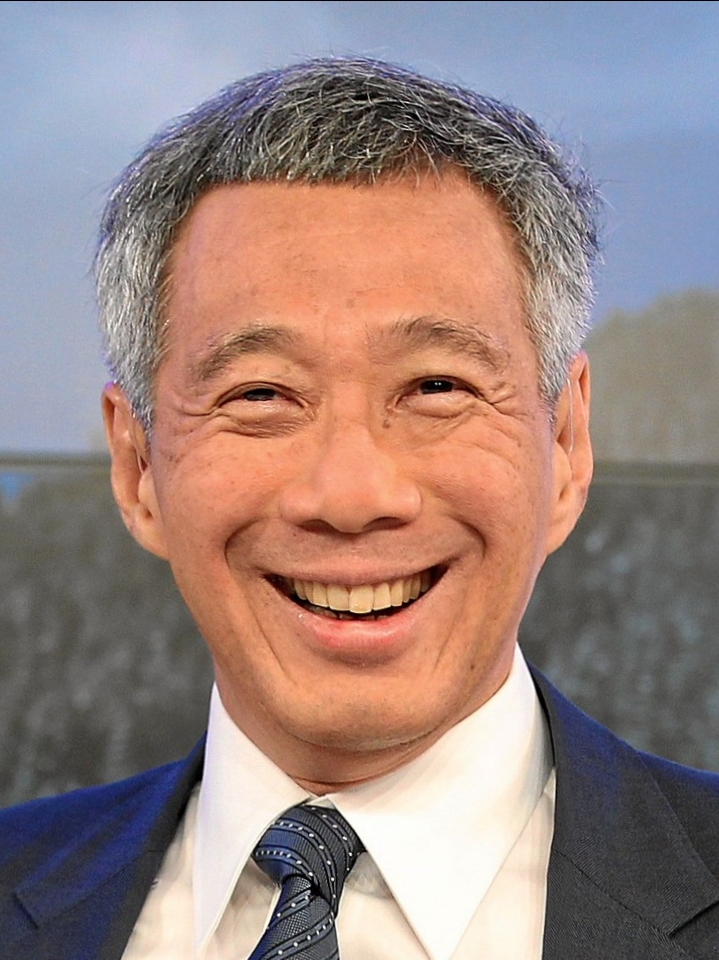
سنغافورة لي هسين لونغ، رؤساء وزراء سنغافورة ضيف مدعو
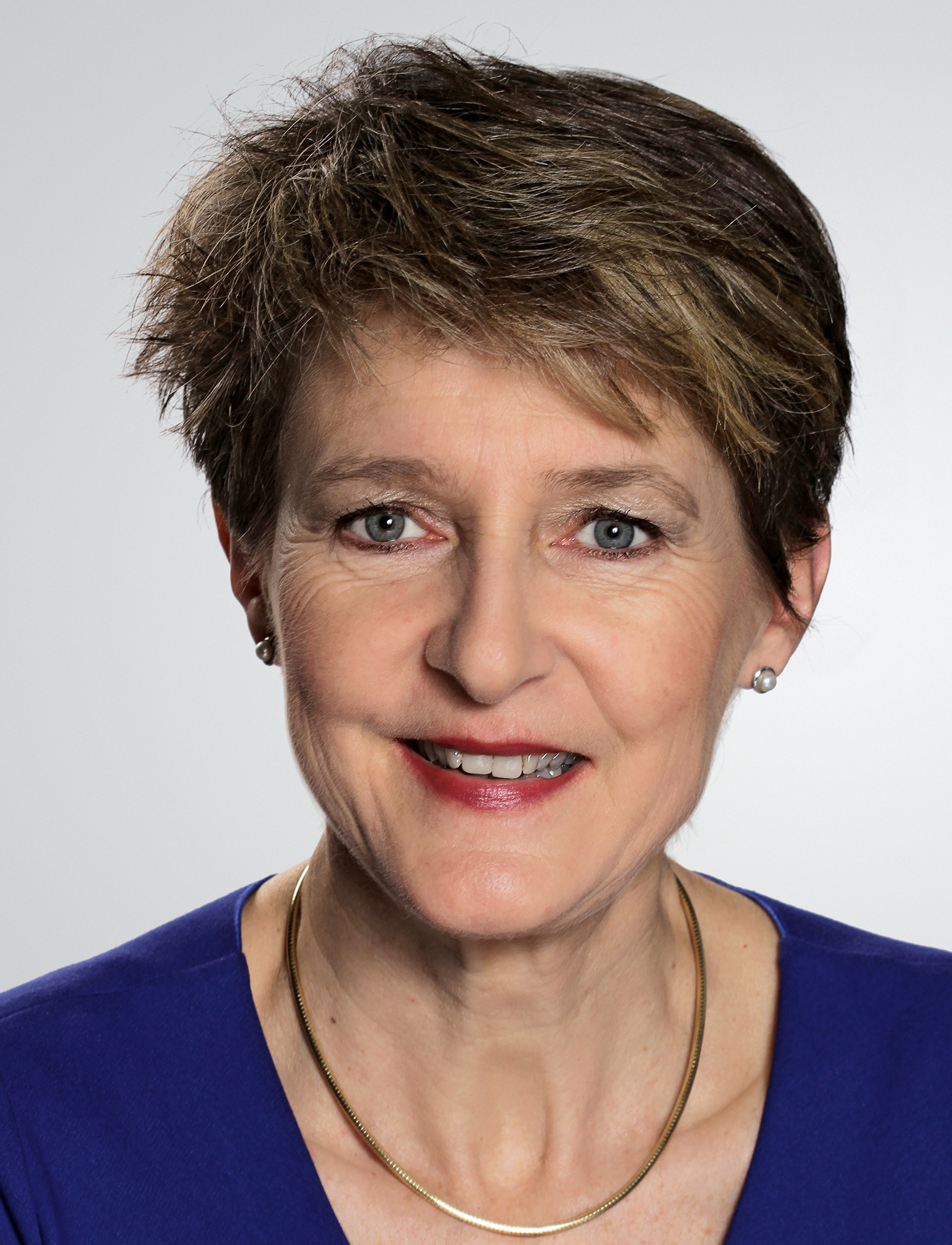
سويسرا سيمونيتا سوماروغا، رئيس الاتحاد السويسري ضيف مدعو
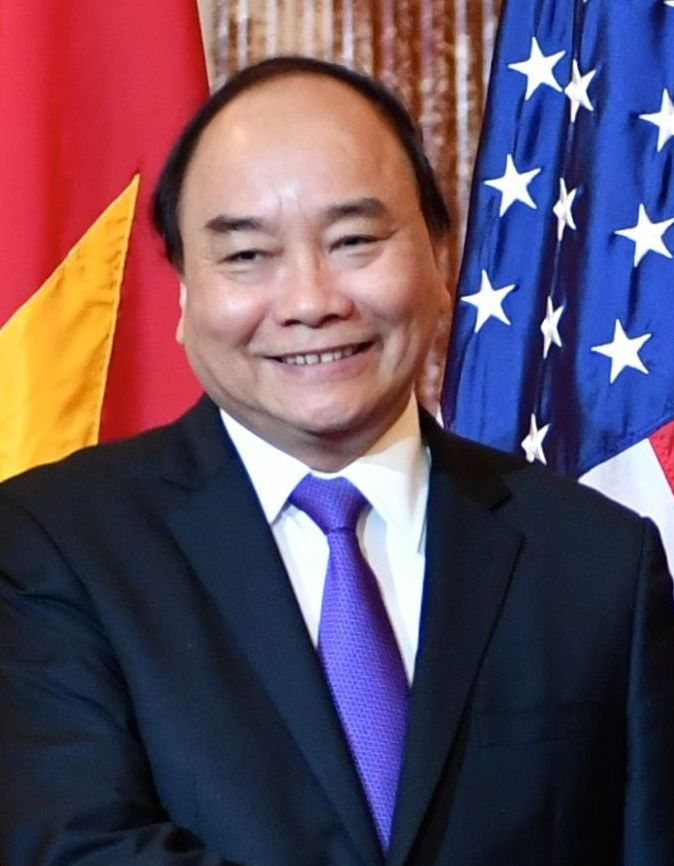
فيتنام نجوين شوان فوك، رئيس وزراء رئيس منظمة أسيان لعام 2020
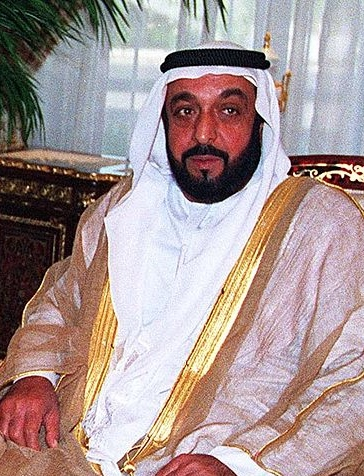
الإمارات العربية المتحدة خليفة بن زايد آل نهيان، رئيس الإمارات العربية المتحدة رئيس مجلس التعاون لدول الخليج العربية لعام 2020

## بيان القمة
أكد بيان القمة التزام مجموعة العشرين ببذل كل ما يمكن للتغلب على هذه الجائحة، بالتعاون مع منظمة الصحة العالمية وصندوق النقد الدولي ومجموعة البنك الدولي والأمم المتحدة والمنظمات الدولية الأخرى، بناءً على الصلاحيات المخولة لها، من أجل:
- حماية الأرواح والحفاظ على وظائف الأفراد ومداخيلهم.
- استعادة الثقة، وحفظ الاستقرار المالي، وإنعاش النمو ودعم وتيرة التعافي القوي.
- تقليل الاضطرابات التي تواجه التجارة وسلاسل الإمداد العالمية.
- تقديم المساعدة لجميع الدول التي بحاجة للمساندة.
- تنسيق الإجراءات المتعلقة بالصحة العامة والتدابير المالية.

### مكافحة الجائحة
أبدت المجموعة التزامها باتخاذ كافة الإجراءات الصحية اللازمة والعمل على ضمان التمويل الملائم لاحتواء الجائحة وحماية الأفراد، وخصوصًا من هم أكثر عرضة للخطر. ومشاركة المعلومات بصورة آنية وشفافة، وتبادل البيانات المتعلقة بعلم الأوبئة والبيانات السريرية، ومشاركة المواد اللازمة لإجراء البحوث والتطوير، وتعزيز الأنظمة الصحية العالمية، ويشمل ذلك دعم التطبيق الكامل للوائح الصحية الدولية لعام 2005م الخاصة بمنظمة الصحة العالمية. وتكليف وزراء الصحة لدول العشرين بالاجتماع حسب ما تقتضيه الحاجة ومشاركة أفضل الممارسات الوطنية وإعداد حزمة من الإجراءات العاجلة حول تنسيق الجهود لمكافحة الجائحة بحلول اجتماعهم الوزاري في شهر أبريل. وتقديم موارد فورية لصندوق الاستجابة لفاشية (كوفيد-19) التابع لمنظمة الصحة العالمية.
كما أكدت القمة على حماية المستقبل بالالتزام بتقوية القدرات الوطنية والإقليمية والدولية للاستجابة للتفشي المحتمل للأمراض المعدية من خلال رفع الانفاق الخاص بجاهزية مواجهة الأوبئة.

### حماية الاقتصاد العالمي
أوضح البيان أن القمة تتخذ تدابير فورية وقوية لدعم اقتصاداتها، وحماية العاملين والشركات وتحديداً المنشآت الصغرى والصغيرة والمتوسطة - والقطاعات الأكثر تضرراً، بالإضافة إلى حماية الفئات المعرضة للخطر من خلال توفير الحماية الاجتماعية الملائمة، وضخ أكثر من 5 تريليونات دولار في الاقتصاد العالمي، لمواجهة الآثار الاجتماعية والاقتصادية والمالية للجائحة.

### معالجة اضطرابات التجارة الدولية
أكد بيان القمة العمل على ضمان تدفق الإمدادات الطبية الحيوية، والمنتجات الزراعية الضرورية والسلع والخدمات الأخرى عبر الحدود، والعمل على معالجة الاضطرابات في سلاسل الإمداد العالمية وذلك لدعم صحة ورفاه جميع الناس، تجاوباً مع حاجات المواطنين. وجرى التأكيد على تحقيق بيئة تجارية واستثمارية حرة وعادلة وغير تمييزية وشفافة ومستقرة وقابلة للتنبؤ، وإبقاء الأسواق مفتوحة.

### تعزيز التعاون الدولي
وعد البيان بالعمل بشكل سريع وحاسم مع المنظمات الدولية المتواجدة في الخط الأمامي، وتحديداً منظمة الصحة العالمية، وصندوق النقد الدولي، ومجموعة البنك الدولي بالإضافة إلى بنوك التنمية المتعددة الأطراف والإقليمية لتخصيص حزمة مالية قوية ومتجانسة ومنسقة وعاجلة، إضافة إلى معالجة أي ثغرات في حزمة الأدوات الخاصة بهم. والعمل على تقوية شبكات الأمان المالية الدولية.